# Albert Vietor

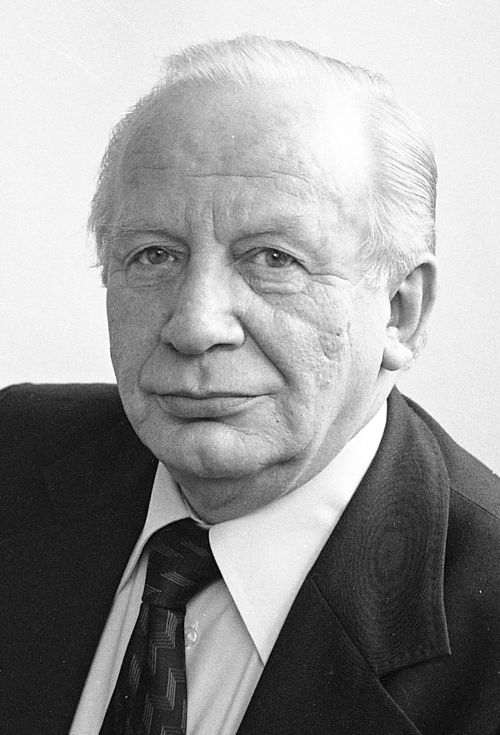
Albert Vietor, 1978

Albert Vietor (* 16. Mai 1922 in Kassel; † 26. November 1984 in Ronco sopra Ascona) war ein deutscher Manager und langjähriger Vorsitzender des Wohnungsunternehmens Neue Heimat.

## Werdegang
Vietor war Sohn eines Lebensmitteleinzelhändlers. Dieser verstarb, als Albert zwölf Jahre alt war. Pläne, eine weiterführende Schule zu besuchen, zerschlugen sich, weil Albert Vietor seiner Mutter im Lebensmittelgeschäft helfen musste. 1936 begann er eine Lehre im Lebensmittelgroßhandel. Daran schlossen sich Reichsarbeitsdienst und Wehrdienst an. Während des Zweiten Weltkrieges erlitt er mehrfach Verwundungen. 1945 kehrte er aus sowjetischer Kriegsgefangenschaft nach Kassel zurück und wurde am 1. Dezember desselben Jahres Mitarbeiter der dortigen Neuen Heimat. Ebenfalls 1945 wurde er SPD-Mitglied und trat der DGB-Gewerkschaft Bau-Steine-Erden bei.
1950 wechselte er zur Neuen Heimat Hamburg, wo er am 1. Mai den Posten des Prokuristen erhielt. 1954 wurde er kaufmännischer Geschäftsführer der Neuen Heimat und stieg 1958 weiter auf in die Position des stellvertretenden Vorsitzenden.
1963, nach dem überraschenden Tod von Heinrich Plett, wurde er Vorsitzender der Neuen Heimat und lenkte den Konzern 19 Jahre lang. Unter seiner Leitung expandierte das Unternehmen in wohnungsfremde Bereiche, insbesondere in den Städtebau, und ins Ausland. Als sich die ökonomischen und politischen Bedingungen nach der Ölkrise von 1973 drastisch veränderten, scheiterte diese Wachstumspolitik, der Konzern stand wegen drohender Überschuldung bereits Ende der 1970er Jahre/Anfang der 1980er Jahre vor der Insolvenz.
Vietor bekleidete eine Reihe von Aufsichtsratsposten, insbesondere in Gesellschaften der Neuen Heimat. Überdies gehörte er zum Kuratorium des Instituts für Städtebau, Wohnungswirtschaft und Bausparwesen sowie der Friedrich-Ebert-Stiftung.

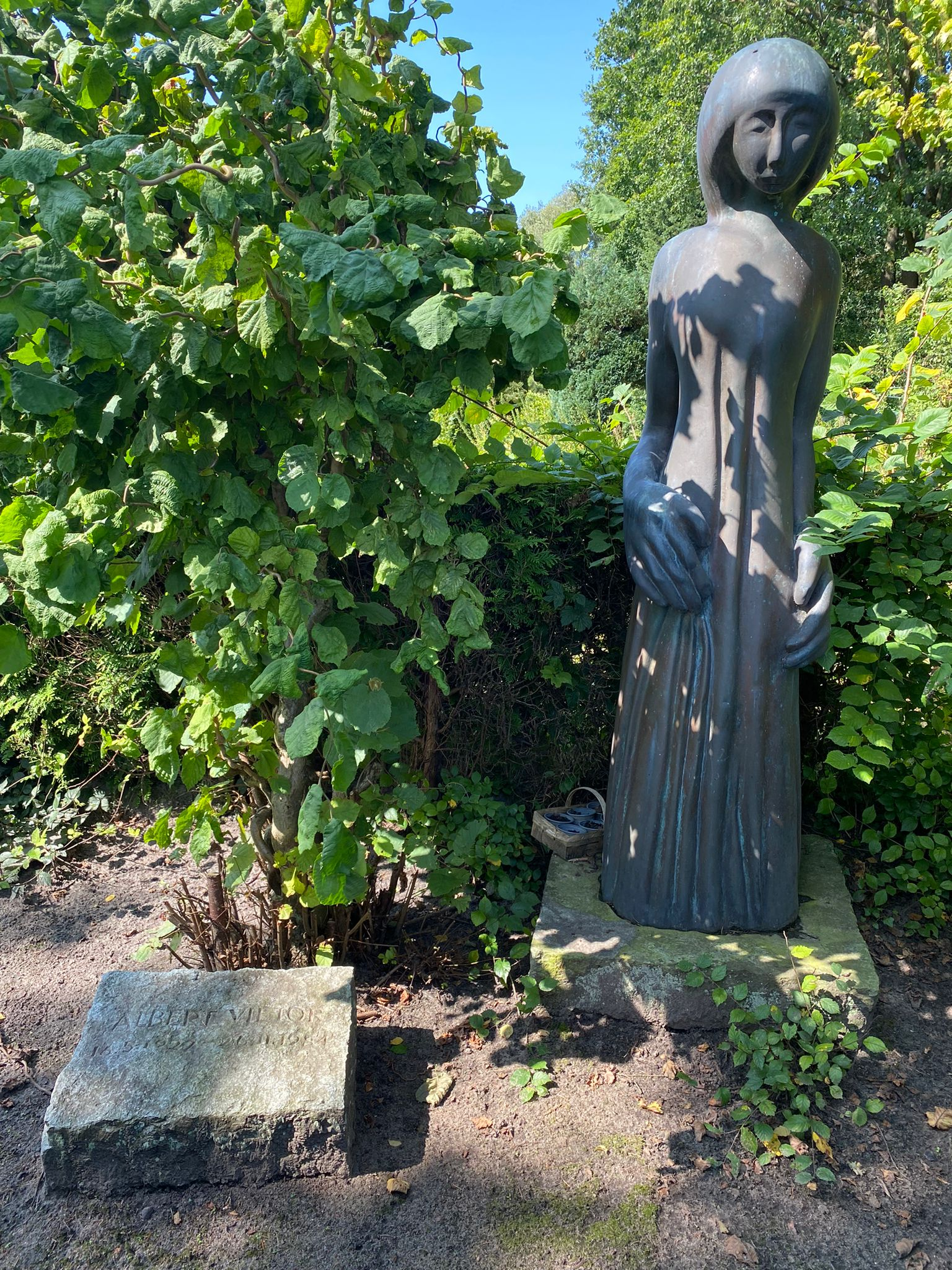
Grabstätte auf dem Friedhof Wedel

Im Februar 1982 wurde ihm wegen seiner Verstrickung in die Neue-Heimat-Affäre, die das Magazin Der Spiegel aufgedeckt hatte, fristlos gekündigt. Insgesamt drei Spiegel-Berichte enthüllten nach und nach, dass Vietor und andere Neue-Heimat-Manager in erheblichem Umfang verdeckt Gelder in die eigene Tasche gewirtschaftet hatten. Das war einerseits über Firmen erfolgt, die für die Neue Heimat und teils auch ihre Mieter Dienstleistungen erbringen sollten (Gemeinschaftsantennen, Fernwärme, ein Tankstellen-Unternehmen und vor allem Grundstücksgeschäfte). Andererseits hatten sich diese Manager in Berlin mit steuersparenden BGB-Gesellschaften engagiert, die dem privaten Immobilienerwerb dienten. Diese Geschäfte hatten zwei Jahre zuvor die Staatsanwaltschaft auf den Plan gerufen, die wegen Subventionsbetrug ermittelte.
Vietors Klage gegen seine Entlassung blieb ohne Erfolg. Die Neue Heimat strengte eine Widerklage an, in ihr wurde der von Vietor zu verantwortende Schaden für den Konzern auf über 100 Millionen DM beziffert. Vietor zog sich ins Privatleben zurück und starb zwei Jahre später.
Der Neue-Heimat-Manager war wohlhabend. Zu seinem Erbe zählten zwei Villen, eine in Wedel und eine in Ronco sopra Ascona (Schweiz), außerdem 24 Wohnungen in Hamburg und Anteile an 217 über Steuersparmodelle finanzierten Wohnungen in Berlin.
Vietor hinterließ seine Ehefrau Gerda, mit der er seit April 1946 verheiratet gewesen war, sowie zwei Töchter. Er ruht auf dem Friedhof in Wedel.

## Persönlichkeit
Albert Vietor galt als Genussmensch und als Gourmand. Er konnte sich gesellig, jovial, einnehmend, einfühlend, herzlich, gutmütig und nachsichtig geben. Zu seinen Stärken zählte eine ausgeprägte Kontaktfähigkeit.
Vietor zeigte zugleich Willensstärke und Durchsetzungsfähigkeit. Er führte die Neue Heimat wie ein „absoluter Herrscher“. Zu seinen Spitznamen zählte „King Albert“ beziehungsweise „König Albert“. Bei Bilanzpressekonferenzen duldete er keine weiteren Vorstände neben sich. Sein Vorstandskollege Wolfgang Vormbrock  beschrieb ihn  als „Mann der Quantität“. John Siegfried Mehnert, der als Whistleblower seinen früheren Spiegel-Kollegen wichtige Informationen zugespielt hatte, bezeichnete Vietors Agieren als geltungs- und nicht problemorientiert.
Während seiner langen Jahre an der Spitze des Wohnungsbaukonzerns versuchte Vietor stets, aus dem Schatten seines Vorgängers Heinrich Plett herauszukommen. Zugleich sah er in Walter Hesselbach seinen Rivalen, wenn es um die Führungsrolle in der deutschen Gemeinwirtschaft ging. Ludwig Geigenberger, als Chef der Neue Heimat Bayern lange Jahre der „starke Mann“ im Süden, nannte das Vietors „doppelten Schneewittchen-Komplex“.
Der Historiker Peter Kramper, der die umfassendste Studie zur Neuen Heimat vorgelegt hat, sieht bei Vietor, einem Mann aus kleinen Verhältnissen, ein „Quentchen Größenwahn“. Er führt Vietors offen zur Schau gestellte Leidenschaft für das Golfspiel, seine Freude an Auftritten vor großem Publikum und seine Villa im Kanton Tessin an.

## Ehrungen
Vietor erhielt dreimal offizielle Ehrungen:
- 1969: Bundesverdienstkreuz
- 1972: Großes Bundesverdienstkreuz
- 1972: Medaille für treue Arbeit im Dienste des Volkes